# Olof Torkelsson Bröms
Olof Bröms var en svensk räntmästare under Gustav Vasa.
Olof Bröms var bördig från Strängnäs, och hade studerat i Wittenberg tillsammans med Olaus Petri och uppnått magistergraden. Någon gång före 1525 anställdes han av Gustav Vasa som för dennes finansförvaltning, en post han hade fram till 1537, då han rymde ur tjänsten. Redan 1533 hade han dock anklagats för förskingring, fängslats och fråntagits större delen av sina förläningar, och släpptes först sedan fadern. Olof Bröms levde därefter i Danzig, Königsberg och Tyskland. Efter rymningen försökte Gustav Vasa i januari 1538 med ett brev inbjuda honom att mot fri lejd återvända till Sverige för närmare undersökning av hans räkenskaper, ett anbud Olof Bröms inte antog, och i mars 1539 dömdes han i sin frånvaro. Olof Bröms var uppenbarligen med sin inblick i Svensk politik eftertraktad man - Kristian III av Danmark skrev i augusti 1538 ett brev till sin svåger Albrekt VII av Mecklenburg att se till att Bröms, som då vistades i dennes land inte råkade i händerna på någon främmande makt. Han anställdes av Albrekt, och förblev i dennes tjänst trots att Gustav Vasa senare utförde ett krav om utlämning av honom. Under dackefejden förmedlade Olof Bröms kontakten mellan Nils Dacke och Albrecht och översatte den förres brev till tyska. Efter 1540-talet är hans vidare leverne okänt. Gustav Vasa nämner visserligen så sent som 1558 den förrädiske "mäster Olof Bröms", men det är av sammanhanget svårt att avgöra om han fortfarande var i livet.